# Parafia mariawicka w Filipowie

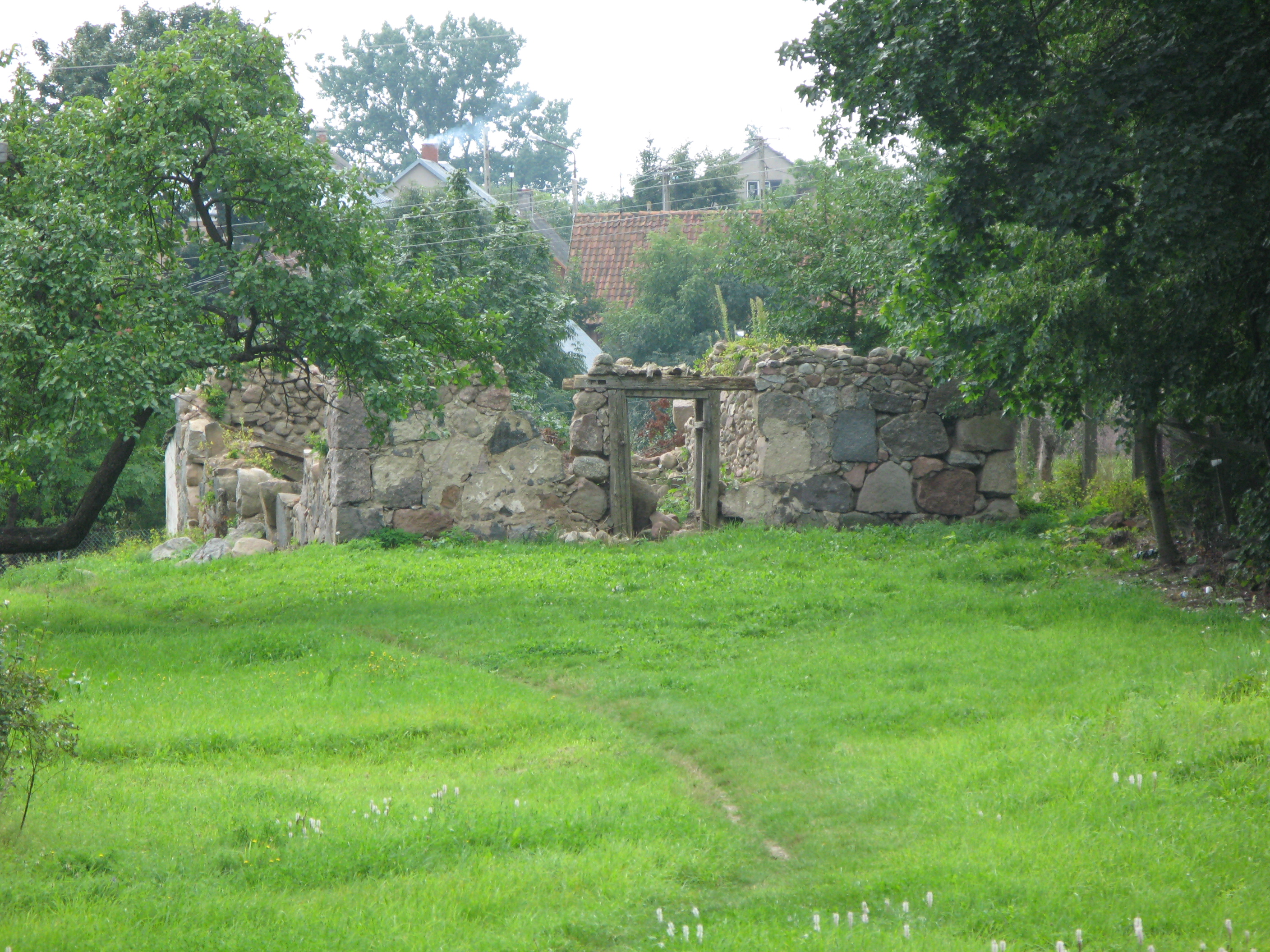
Ruina gospodarstwa parafii mariawitów

Parafia mariawicka w Filipowie – dawna parafia Kościoła Starokatolickiego Mariawitów w Filipowie (pow. suwalski, woj. podlaskie), funkcjonująca od około 1906 do lat 70. XX wieku .
Ruch mariawicki narodził się w Polsce w kościele rzymskokatolickim pod koniec XIX wieku (1893), zaś jako odrębne wyznanie wydzielił się w 1906 . Opierał się on na objawieniach św. Marii Franciszki Kozłowskiej, spisanych później w Dziele Wielkiego Miłosierdzia .  W 1906 wyrokiem papieża Piusa X wspólnota mariawitów została uznana za heretycką i wyłączona z kościoła rzymskokatolickiego .
Początki mariawityzmu w Filipowie sięgają roku 1904/1905, kiedy to Józef Hrynkiewicz, ówczesny wikary tutejszej katolickiej parafii Wniebowzięcia Najświętszej Maryi Panny, zaczął wygłaszać kazania nawołujące do adoracji Przenajświętszego Sakramentu, rozdawał medaliki Matki Boskiej Nieustającej Pomocy . Duchowny został z tego powodu przeniesiony przez władze kościelne do innej parafii, ale w 1906 powrócił jako kapłan suspendowany . Nie zaprzestał jednak głoszenia nauk mariawitów, więc ostatecznie został ekskomunikowany . Pociągnął za sobą część miejscowych parafian .
Początkowo mariawici zbierali się w domu Jana Wróblewskiego przy ul. Poświętnej, a następnie u Wojciecha Wróblewskiego na ul. Garbaskiej . W 1908 zakupili budynek karczmy przy rynku z przeznaczeniem na kaplicę, zaś kolejna kaplica powstała we wsi Tabałówka . Podjęli też nieudaną próbę przejęcia świątyni katolickiej pw. Wniebowzięcia NMP . Mieszkańcy Filipowa nazywali potocznie mariawitów „mankietnikami”, co było określeniem stosowanym również w innych częściach Polski .
Według danych mariawickich w 1909 w Filipowie było około 600 wyznawców mariawityzmu, zaś dane katolickie mówiły o 450 wyznawcach na całej Suwalszczyźnie . W kolejnych latach liczebność mariawitów w Filipowie przedstawiała się następująco: 1915 – 300, 1918 – 200, 1922 – 200, 1923 – 175, 1937 – 130 . Mariawici zamieszkiwali również wsie: Jemieliste, Motule, Tabałówkę i Zusno, a do parafii należeli też wierni z Jeleniewa, Bakałarzewa, Przerośli i Suwałk .
Przedmiotem sporów było używanie rzymskokatolickiego cmentarza parafialnego w Filipowie do pochówku zmarłych mariawitów . Władze guberni suwalskiej nakazały grzebanie ich na cmentarzu parafialnym, jednak rzymskokatolickie prawo kanoniczne zabraniało pochówku osób wyznających herezję . Administrator diecezji sejneńskiej jako kompromis zaproponował utworzenie osobnego cmentarza mariawickiego, zaś tymczasowo chowano zmarłych w sekcji cmentarza przeznaczonego dla innowierców .
W latach 1910–1912 ukazywało się w Filipowie czasopismo mariawitów w języku litewskim pt. „Marijavitas” (wychodzące wcześniej w Łodzi od 1909). Było to tłumaczenie na litewski czasopisma „Mariawita”, zaś jego redaktorem był Józef Hrynkiewicz.
Głównym źródłem dochodów parafii były przychody z prowadzenia szwalni, która jednak upadła, gdy w 1922 katolicy zaczęli bojkotować jej usługi . Wcześniej, dzięki dochodom ze szwalni, postawiono w miejscu karczmy drewniany budynek, mieszczący oprócz szwalni ochronkę, kaplicę, mieszkania Hrynkiewiczów i zakonnic . Budowę murowanego kościoła planowano na 1923, jednak świątynia nigdy nie powstała .
Według danych z 1923 roku parafia filipowska liczyła 715 wiernych, posiadała dom parafialny, w który mieściła się kaplica, bezpłatna ochronka dla dzieci, sala zajęć dla dziewcząt, szwalnia i tkalnia oraz prowadzone były kursy dla analfabetów. Parafia posiadała własne gospodarstwo rolne i ogród warzywno-owocowy. Posiadała również filię w Suwałkach, gdzie było 50 wiernych oraz kaplica domowa.
Parafia wchodziła w skład diecezji lubelsko-podlaskiej . W latach 60. XX wieku , do Płocka wyjechał proboszcz mieszkający na stałe przy parafii – Rafał M. Karol Miros i cztery zakonnice. Ostatnim proboszczem, który mieszkał na stałe przy parafii w latach 1968–1970 był kapłan Mieczysław M. Kazimierz Kaczmarski. W późniejszym czasie parafia była obsługiwana przez kapłanów dojeżdżających z Płocka. Adoracja ubłagania w parafii (później punkcie duszpasterskim) w Filipowie była odprawiana 30. dnia każdego miesiąca (oraz w ostatni dzień lutego).
W 2000 spłonęła kaplica, zaś wcześniej rozebrano dwa domy należące do parafii . Jednak do Filipowa co roku w czasie wakacji przyjeżdża młodzież mariawicka .